# Elizabeth Garvie
Pour les articles homonymes, voir Garvie.
Elizabeth Garvie (née en 1957 à Bristol) est une actrice anglaise connue surtout pour le rôle d'Elizabeth Bennet dans la version BBC d'Orgueil et Préjugés présentée sur BBC-2 du 13 janvier au 10 février 1980.
Elle a joué avec son mari l'acteur Anton Rodgers (décédé le 1er décembre 2007) dans « Something In Disguise », la série écrite et mise en scène par Elizabeth Jane Howard pour Thames Television.
En 2003 elle a joué à Londres  dans la pièce d'Oscar Wilde A Woman of No Importance au Theatre Royal Haymarket (où la pièce a été créée en 1893)

## Filmographie
Pour BBC Two :
- 1980 Orgueil et Préjugés
- 1991 The House of Eliott, saison 1, 12 épisodes
- 1992 The House of Eliott, saison 2, 12 épisodes
- 1994 The House of Eliott, saison 3, 10 épisodes
- 1997 Jane Eyre

Pour Thames Television :
- 1982 Something in Disguise, dramatique en 5 épisodes de 60 min
- 1991 Shrinks,  dramatique en 7 épisodes de 60 min

Au cinéma (Short Films) :
- 2008 Baghdad Express, film de 12 min